# Indywidualne Mistrzostwa Świata na Żużlu 1981
Indywidualne Mistrzostwa Świata na Żużlu 1981 – cykl turniejów żużlowych mających wyłonić najlepszych żużlowców na świecie. Tytuł wywalczył Bruce Penhall z USA.
W Finale Światowym wystąpili Polacy: dwunasty Edward Jancarz, piętnasty Zenon Plech i rezerwowy Henryk Olszak. Ten ostatni dokonał zresztą niecodziennego wyczynu. W trzech kolejnych etapach eliminacji (ćwierćfinale kontynentalnym, półfinale kontynentalnym i finale kontynentalnym) zajmował miejsce gwarantujące jedynie pozycję rezerwowego w kolejnej rundzie IMŚ. Co więcej, we wszystkich tych zawodach zdobywał po 9 punktów i brał udział w wyścigu barażowym! Starty w kolejnych rundach (poza finałem światowym) umożliwił mu jednak pech rywali. Po zajęciu 9. miejsca w ćwierćfinale kontynentalnym w Wiener Neustadt, gdzie przegrał batalię o awans w wyścigu dodatkowym z Petrem Kučerą i Pawłem Chłynowskim, w półfinale kontynentalnym w Lesznie zastąpił kontuzjowanego Zoltána Adorjána. Tu znowu zdobył 9 punktów, lecz w biegu dodatkowym, w którym rywalizował z Markiem Towalskim, dotknął go pech (defekt na prowadzeniu) i znowu został tylko rezerwowym w finale kontynentalnym. W Pradze wystartował jednak jako pełnoprawny uczestnik, zastępując klubowego kolegę Towalskiego - kontuzjowanego Jerzego Rembasa. W finale kontynentalnym zdobył oczywiście 9 punktów i, pokonując w wyścigu dodatkowym reprezentanta gospodarzy Jana Vernera, zagwarantował sobie pozycję rezerwowego w finale światowym, w którym jednak nie dane było mu już wystąpić w charakterze pełnoprawnego uczestnika.  

## Finał Światowy
- 5 września 1981 r. (sobota),  Londyn – Stadion Wembley

| Msc. | Zawodnik            | Kraj              | Pkt  |                |  |
| ---- | ------------------- | ----------------- | ---- | -------------- |  |
| 1    | Bruce Penhall       | Stany Zjednoczone | 14   | (3,3,3,3,2)    |  |
| 2    | Ole Olsen           | Dania             | 12+3 | (2,2,3,2,3) +3 |  |
| 3    | Tommy Knudsen       | Dania             | 12+2 | (3,2,2,2,3) +2 |  |
| 4    | Erik Gundersen      | Dania             | 11   | (2,3,0,3,3)    |  |
| 5    | Kenny Carter        | Wielka Brytania   | 11   | (3,2,3,d,3)    |  |
| 6    | Jan Andersson       | Szwecja           | 9    | (1,2,1,3,2)    |  |
| 7    | Egon Müller         | RFN               | 9    | (1,1,3,2,2)    |  |
| 8    | Dave Jessup         | Wielka Brytania   | 7    | (3,3,d,d,1)    |  |
| 9    | Hans Nielsen        | Dania             | 6    | (2,0,0,2,2)    |  |
| 10   | Michael Lee         | Wielka Brytania   | 5    | (0,3,2,0,u)    |  |
| 11   | Chris Morton        | Wielka Brytania   | 5    | (2,1,1,1,0)    |  |
| 12   | Edward Jancarz      | Polska            | 5    | (1,1,1,1,1)    |  |
| 13   | Larry Ross          | Nowa Zelandia     | 4    | (0,w/ns,1,3,0) |  |
| 14   | Aleš Dryml          | Czechosłowacja    | 3    | (0,0,2,0,1)    |  |
| 15   | Zenon Plech         | Polska            | 3    | (u,0,2,1,0)    |  |
| 16   | Jiří Štancl         | Czechosłowacja    | 3    | (1,1,0,0,1)    |  |
|      | rez. Henryk Olszak  | Polska            | 0    | (0)            |  |
|      | rez. Preben Eriksen | Dania             | ns   |                |  |